# Gonatista grisea
Gonatista grisea – gatunek modliszek z rodziny Liturgusidae.
Gatunek ten został opisany w 1793 roku przez Johana Christiana Fabriciusa jako Mantis grisea.
Modliszka o przedpleczu wyraźnie dłuższym niż szerszym, z przodu niezwężonym w czubek.
Owad znany z Kuby, Portoryko oraz Georgii, Karoliny Południowej i Florydy w Stanach Zjednoczonych.